# At-Tambur
At-Tambur (Lisboa, 1999 - 2006) foi um grupo de música de raiz Tradicional Portuguesa e Europeia, nomeado para o Prémio José Afonso, esteve por detrás da criação do site homônimo At-Tambur.com

## História
At-Tambur foi um grupo de música de raiz Tradicional Portuguesa e Europeia, que surgiu em Lisboa, Portugal, e esteve ativo entre 1999 e 2006. Destacou-se sobretudo pela forma como aproveitou o crescimento da Internet para criar uma audiência em torno da música tradicional, através do seu site.
O nome do grupo simboliza a fusão entre vários estilos musicais e instrumentos - cujo termo "Tambur" tem um significado que varia conforme a região. Em certas áreas, "Tambur" traduz-se como "guitarra", enquanto noutras, especialmente no norte da África, significa "tambor".
A mais antiga forma portuguesa foi atambor, resultante da importação do vocábulo arábico acompanhado do respectivo artigo definido: aT-Tambur - como se pode ler no Dicionário Etimológico da Língua Portuguesa.

### A Música
A Identidade musical do At-Tambur nasce a partir da fusão de influências culturais associadas aos  instrumentos musicais utilizados, sem limitações impostas por ortodoxias associadas a esses instrumentos. O grupo usou violino, concertina, gaitas de foles, sanfona, guitarra, flautas, várias percussões e bateria - realizando a fusão entre folk e outros géneros musicais.

### Os Bailes de danças tradicionais
O At-Tambur participou ativamente em eventos de danças tradicionais Europeias como é o caso do Festival Andanças, organizado pela Associação Pédexumbo. O Festival Andanças durante cada dia proporciona aulas e workshops de danças tradicionais, e depois à noite dá palco a vários concertos, que servem para animar bailes de danças tradicionais em grupo. Como parte dessa experiência, o repertório do At-Tambur foi criado com a ideia de poder ser dançado, incluindo algumas das composições originais.

## Registo discográfico
Em 2003 o At-Tambur estreia-se com o CD homónimo entitulado "At-Tambur" com base no repertório  tocado ao vivo, através de algumas dezenas de concertos, incluindo atuações em direto para a Rádio (RDP Antena 1 e RDP África), sendo de destacar a presença no programa Viva a Música de Armando Carvalheda.
O disco é composto por 14 temas, dos quais sete são originais, três são tradicionais portugueses e outros três são tradicionais europeus. Os restantes quatro temas são arranjos a partir de composições de autores contemporâneos, como é o caso de Paul James (Jig Horizonto), ou Gilles Chabenat (Bourré Les Poules Houppées).
O CD foi produzido editado pela Tradisom, gravado e misturado por João Magalhães, recebendo críticas positivas por vários jornalistas musicais de referência, como é o caso de Fernando Magalhães (Jornal Público), João Lisboa (Semanário Expresso) ou Luis Pires (Jornal Blitz), entre outros.

## Reconhecimento

#### Nomeação para o Prémio José Afonso
O CD de estreia do At-Tambur foi nomeado em 2004 para o Prémio José Afonso, promovido pela Câmara da Amadora, ao lado de projectos como Sensus - Cristina Branco, A Ópera Mágica do Cantor Maldito - Fausto Bordalo Dias, Tão Pouco e Tanto - Janita Salomé, Nas Mãos do Fado - Katia Guerreiro,  Encantamento - Mafalda Arnauth, Memórias da Guitarra Portuguesa - Pedro Caldeira Cabral, Voluptuária - Ricardo Rocha, Terra de Abrigo - Ronda Dos Quatro Caminhos e O Irmão do Meio - Sérgio Godinho, tendo vencido À Porta do Mundo - Filipa Pais.

#### Algumas citações publicadas na imprensa:
- "Depois dos Vai de Roda, Gaiteiros de Lisboa e dos Realejo, eis a mais recente revelação da folk portuguesa" -  Fernando Magalhães, "Y" - Jornal Público - Junho de 2003.
- "...um disco que é feito de frescura, festa, encanto, dança e descoberta e é movido a instrumentos acústicos: sanfona, acordeão, violino, violoncelo, flautas e gaitas... Uma pérola."  - António Pires, Jornal Blitz,  Agosto de 2003.
- "...As interpretações são imaculadas, o prazer de tocar é evidente, não ficam dúvidas que os At-Tambur (cujo "site" na Net, aliás, é uma muito compreensiva montra do panorama "world" tal como em Portugal se reflecte) têm o vocabulário tradicional a correr-lhes nas veias." - João Lisboa, Expresso - Julho de 2003

O grupo participou em alguns dos festivais mais prestigiados de Folk em portugal, como é o caso do Intercético do Porto, em 2004.

## O site At-Tambur.com
Antes de se apresentarem em CD, o grupo estreou-se na Internet em 2000 através do Site At-Tambur.com - Músicas do Mundo, com o objetivo de divulgar vários temas relacionados com a cultura e música tradicional, instrumentos e etnografia.
Com a Internet a dar os seus primeiros passos, o site serviu como recurso sobre música tradicional para muitos estudantes e curiosos, dando acesso a textos, sons e imagens exclusivos, com recolhas e escritos de Ernesto Veiga de Oliveira e Domingos Morais, José Pedro Caiado e Carlos Guerreiro.
Mais tarde, através da introdução de seções noticiosas sobre concertos, festivais e discografia, o site rapidamente se tornou numa fonte informativa e promocional, publicando diversa informação sobre projetos menos conhecidos ao lado dos mais notáveis, criando assim a possibilidade de novos projetos se darem a conhecer. O próprio At-Tambur, como grupo musical, beneficiou desse modelo para o seu lançamento, mas o site também serviu para muitos outros projetos poderem chegar ao público desta mesma forma.
O site foi notícia em diversas publicações, programas de rádio e televisão, como é o caso do programa "Entre Nós" da RTP2 com a Universidade Aberta.

## Músicos
A banda era composta pelos músicos:
- Gonçalo Carneiro (Bateria)
- João Simas (Guitarra)
- José Miguel (Sanfona e Concertina)
- Luis Sousa (Contrabaixo)
- Margarida Simas (Voz)
- Sérgio Crisóstomo (Violino)
- Tiago Costa-Freire (Flautas)

## Ligações Externas
- Programa Entre Nós da RTP2 / Universidade Aberta
- Crítica de Fernando Magalhães do Jornal Público
- Tradisom - At-Tambur
- CD do At-Tambur no site Discogs